# Aleksej Tiščenko
Aleksej Viktorovič Tiščenko (rus. Алексей Викторович Тищенко) (Omsk, Rusija, 29. svibnja 1984.) je ruski amaterski boksač koji je duže vrijeme dominantan u nižim težinskim kategorijama. Na Olimpijadi u Ateni osvojio je zlato u kategoriji do 57 kg a na Olimpijadi u Pekingu zlato do 60 kg.

## Karijera
Tiščenko se na Olimpijadu u Ateni 2004. plasirao putem kvalifikacijskog turnira u Varšavi gdje je bio prvi. Na samim Olimpijskim igrama osvojio je zlato u kategoriji do 57 kg.
2005. Aleksej Tiščenko je postao svjetski amaterski boksački prvak na prvenstvu u kineskom Mianyangu a iste godine osvojio je i svjetski kup koji se održao u Moskvi. Sljedeće godine postao je i europski prvak.
Na Svjetskom amaterskom prvenstvu koje je 2007. održano u Chicagu, boksač je osvojio broncu. To prvenstvo je postalo poznato po tome što ga je bojkotirala kubanska boksačka reprezentacija. Te godine Tiščenko je imenovan članom regionalne Dume u Omsku.
2008. Tiščenko je osvojio svoje drugo olimpijsko zlato u težinskoj kategoriji do 60 kg.

## Nastupi na Olimpijadama

### OI 2004. Atena
| Atena 2004.    | Atena 2004.     | Atena 2004.       | Atena 2004.   |
| Protivnik      | Zemlja          | Uspjeh            | Natjecanje    |
| -------------- | --------------- | ----------------- | ------------- |
| Hadj Belkheir  | Alžir           | 37:17 (pobjeda)   | 1. krug       |
| Shahin Imranov | Azerbajdžan     | predaja (pobjeda) | osmina finala |
| Galib Jafarov  | Kazahstan       | 40:22 (pobjeda)   | četvrtfinale  |
| Jo Seok-Hwan   | Južna Koreja    | 45:25 (pobjeda)   | polufinale    |
| Kim Song-Guk   | Sjeverna Koreja | 39:17 (pobjeda)   | finale        |

### OI 2008. Peking
| Peking 2008.        | Peking 2008. | Peking 2008.   | Peking 2008.  |
| Protivnik           | Zemlja       | Uspjeh         | Natjecanje    |
| ------------------- | ------------ | -------------- | ------------- |
| Saifeddine Nejmaoui | Tunis        | 10:2 (pobjeda) | 1. krug       |
| Anthony Little      | Australija   | 11:3 (pobjeda) | osmina finala |
| Darley Pérez        | Kolumbija    | 13:5 (pobjeda) | četvrtfinale  |
| Hrachik Javakhyan   | Armenija     | 10:5 (pobjeda) | polufinale    |
| Daouda Sow          | Francuska    | 11:9 (pobjeda) | finale        |